# Josh Konieczny
Josh Konieczny, född 26 maj 1991, är en amerikansk roddare.
Konieczny tävlade för USA vid olympiska sommarspelen 2016 i Rio de Janeiro, där han tillsammans med Andrew Campbell slutade på 5:e plats i lättvikts-dubbelsculler.